# La Lande-de-Lougé
La Lande-de-Lougé (la lɑ̃d.də.lu.ʒeⓘ) es una población y comuna francesa, situada en la región de Baja Normandía, departamento de Orne, en el distrito de Argentan y cantón de Briouze.

## Demografía
| 70 | 76 | 52 | 58 | 50 | 49 |
| Para los censos de 1962 a 1999 la población legal corresponde a la población sin duplicidades (Fuente: INSEE [Consultar]) |    |    |    |    |    |